# Giuseppe Petrocchi
Giuseppe Petrocchi (Ascoli Piceno, 19 augustus 1948) is een Italiaans geestelijke en een kardinaal van de Rooms-Katholieke Kerk.
Petrocchi bezocht het diocesaan seminarie van Ascoli Piceno en studeerde vervolgens aan de Pauselijke Lateraanse Universiteit waar hij een baccalaureaat in de filosofie en een licentiaat in de dogmatische theologie behaalde. Hij studeerde vervolgens nog filosofie in Macerata en psychologie in Rome. Hij werd op 14 september 1973 priester gewijd. Petrocchi vervulde na zijn priesterwijding verschillende bestuurlijke functies binnen het bisdom Ascoli Piceno en doceerde onder meer filosofie en psychologie aan de diocesane seminaries. Van 1980 tot 1985 was hij pastoor in Cerreto di Venarotta en vervolgens nog dertien jaar in Trisungo.
Op 27 juni 1998 werd Petrocchi benoemd tot bisschop van Latina-Terracina-Sezze-Priverno. Hij ontving zijn bisschopswijding op 20 september 1998 uit handen van de bisschop van Ascoli Piceno, Silvano Montevecchi. Hij koos als wapenspreuk Ante omnia Caritas (Voor alles de Liefde). Op 8 juni 2013 volgde zijn benoeming tot aartsbisschop van L'Aquila. Een maand later nam hij bezit van zijn nieuwe zetel.
Petrocchi werd tijdens het consistorie van 28 juni 2018 kardinaal gecreëerd. Hij kreeg de rang van kardinaal-priester. Zijn titelkerk werd de San Giovanni dei Fiorentini.
Petrocchi ging op 1 augustus 2024 met emeritaat.
- Istituto Centrale per il Catalogo Unico: SBNV030051
- Virtual International Authority File: 89359432